# Melese albogrisea
Melese albogrisea là một loài bướm đêm thuộc phân họ Arctiinae, họ Erebidae.